# Micky van de Ven
Micky van de Ven, född 19 april 2001 i Wormer, är en nederländsk fotbollsspelare som spelar för Tottenham Hotspur i Premier League och Nederländernas landslag.

## Karriär
Sommaren 2019 skrev Van de Ven på sitt första proffskontrakt med Eerste Divisie-klubben Volendam, fram till mitten av 2022. Efter en framgångsrik säsong ådrog sig Van de Ven intresse från flera klubbar, bland annat Feyenoord, Olympique Marseille och VfL Wolfsburg.
Den 31 augusti 2021 tillkännagavs att Van de Ven skulle byta till tyska VfL Wolfsburg, där han skrev på ett kontrakt till 2025. I början på mars 2023 förlängdes kontraktet till och med 2027.
Den 8 augusti 2023 meddelade Tottenham Hotspur att de skrivit ett sexårskontrakt med van de Ven.

### Landslagskarriär
I oktober 2022 blev van de Ven uttagen i den preliminära nederländska truppen till fotbolls-VM 2022.